# Municipio de Vimmerby
El municipio de Vimmerby (en sueco: Vimmerby kommun) es un municipio en la provincia de Kalmar, al sur de Suecia. Su sede se encuentra en la ciudad de Vimmerby. El municipio actual se formó en 1971, cuando la ciudad de mercado (köping) de Vimmerby se fusionó con los municipios rurales circundantes.

## Localidades
Hay 6 áreas urbanas (tätort) en el municipio:
| # | Tätort     | Población |
| - | ---------- | --------- |
| 1 | Vimmerby   | 7,827     |
| 2 | Södra Vi   | 1,197     |
| 3 | Storebro   | 977       |
| 4 | Gullringen | 560       |
| 5 | Frödinge   | 364       |
| 6 | Tuna       | 249       |

## Ciudades hermanas
Vimmerby está hermanado o tiene tratado de cooperación con:
- Kauhava, Finlandia
- Rygge, Noruega
- Þorlákshöfn, Islandia
- Skærbæk, Dinamarca
- Joniškis, Lituania
- Mukono, Uganda